# Condado de Champaign (Illinois)
El condado de Champaign es un condado estadounidense, situado en el estado de Illinois. Según el censo de los Estados Unidos del 2000, la población es de 179 669 habitantes. La cabecera del condado es Urbana.

## Geografía
Según la Oficina del Censo de los Estados Unidos, el condado tiene un área total de 2584 km² (998 millas²). De éstas 2582 km² (997 mi²) son de tierra y 2 km² (1 mi²) son de agua.

### Colindancias
- Condado de Ford - norte
- Condado de Vermilion - este
- Condado de Edgar - sureste
- Condado de Douglas - sur
- Condado de Piatt - oeste
- Condado de McLean - noroeste

## Historia
El Condado de Champaign se separó del Condado de Vermilion en 1833.

## Demografía

Pirámide de edad según el censo del año 2000.

Según el censo del año 2000, hay 179 669 personas, 70 597 cabezas de familia, y 39 322 familias que residen en el condado. La densidad de población es de 70 hab/km² (180 hab/mi²). La composición racial tiene:
- 75.88 % Blancos (No hispanos)
- 2.90 % Hispanos (Todos los tipos)
- 11.16 % Negros o Negros Americanos (No hispanos)
- 1.34 % Otras razas (No hispanos)
- 6.45 % Asiáticos (No hispanos)
- 1.99 % Mestizos (No hispanos)
- 0.24 % Nativos Americanos (No hispanos)
- 0.04 % Isleños (No hispanos)

Hay 70 597 cabezas de familia, de los cuales el 27.20 % tienen menores de 18 años viviendo con ellos, el 43.60 % son parejas casadas viviendo juntas, el 9.20 % son mujeres que forman una familia monoparental (sin cónyuge), y 44.30% no son familias. El tamaño promedio de una familia es de 2.96 miembros.
En el condado el 21% de la población tiene menos de 18 años, el 23.10% tiene de 18 a 24 años, el 28.20% tiene de 25 a 44, el 18% de 45 a 64, y el 9.70% son mayores de 65 años. La edad media es de 29 años. Por cada 100 mujeres hay 101.10 hombres. Por cada 100 mujeres mayores de 18 años hay 99.70 hombres.

Tabla de la evolución demográfica:
|       | 1900   | 1910   | 1920   | 1930   | 1940   | 1950    | 1960    | 1970    | 1980    | 1990    | 2000    |
| ----- | ------ | ------ | ------ | ------ | ------ | ------- | ------- | ------- | ------- | ------- | ------- |
| TOTAL | 47,622 | 51,829 | 56,959 | 64,273 | 70,578 | 106,100 | 132,436 | 163,281 | 168,392 | 173,025 | 179,669 |

## Economía

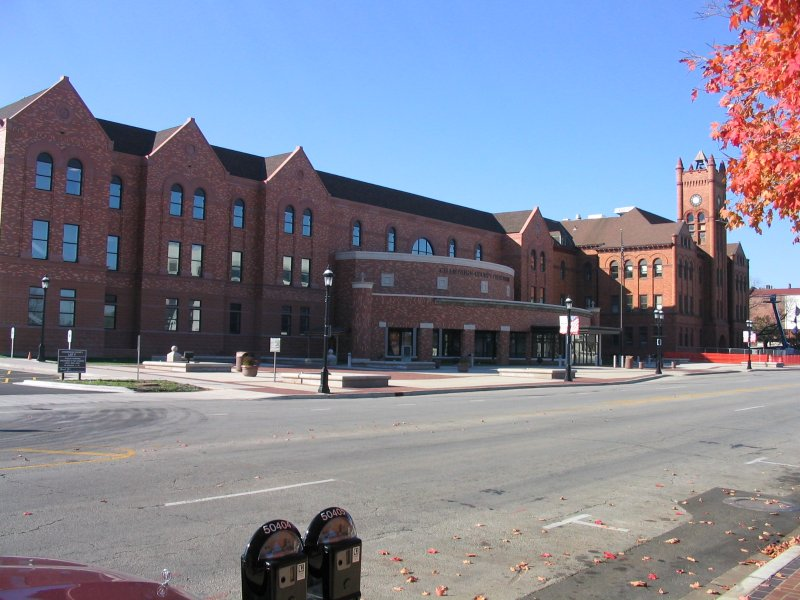
Urbana.

Los ingresos medios de un cabeza de familia el condado es de $37,780 y el ingreso medio familiar es $52,591. Los hombres tienen unos ingresos medios de $36,844 frente a $26,421 de las mujeres. El ingreso per cápita del condado es de $19,708. El 16.10% de la población y el 6.90% de las familias están debajo de la línea de pobreza. Del total de gente en esta situación, 11.80% tienen menos de 18 y el 4.90% tienen 65 años o más.

## Ciudades y pueblos

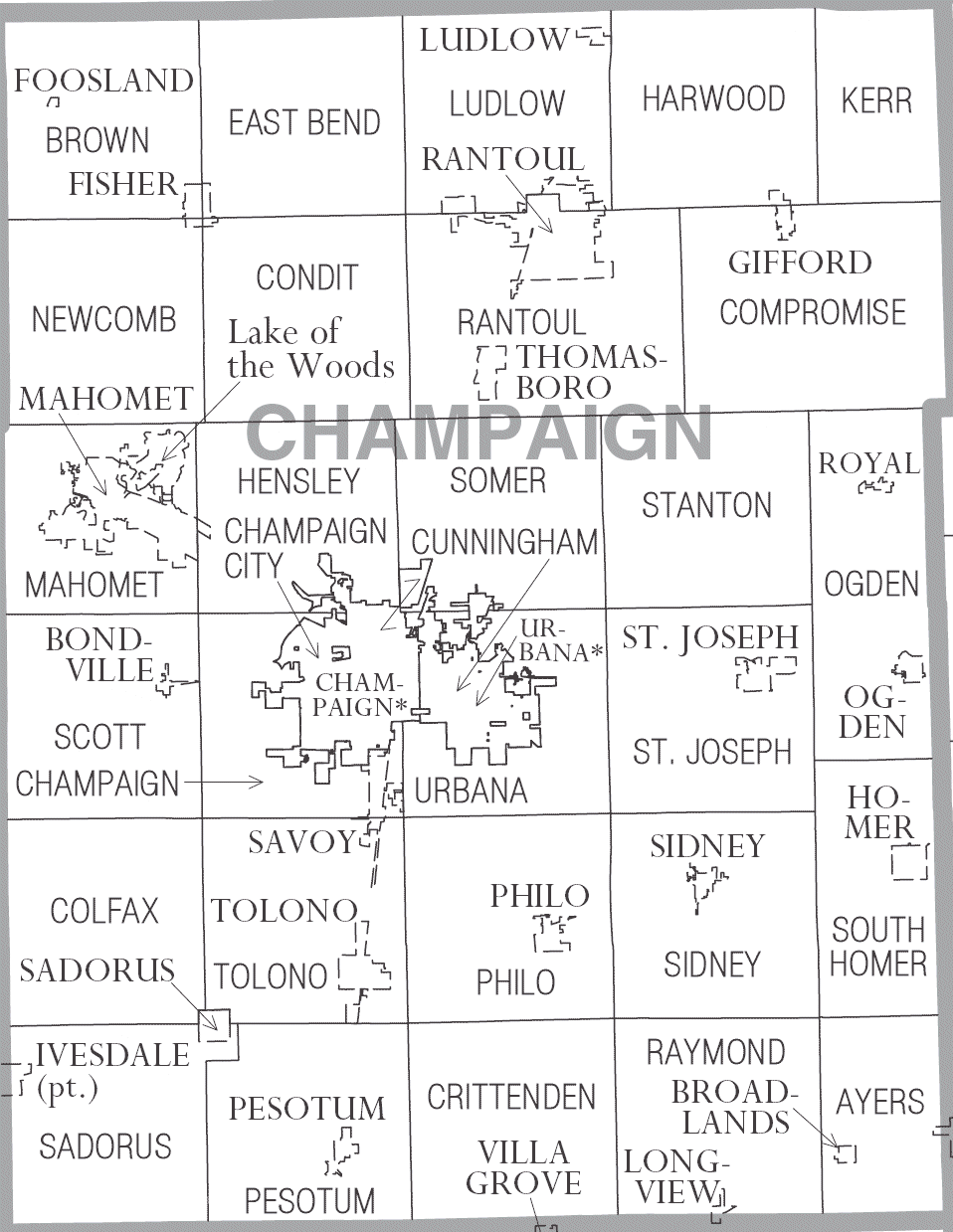
Mapa del Condado de Champaign.

| - Allerton - Bondville - Broadlands - Champaign - Fisher - Foosland - Gifford - Homer - Ivesdale | - Longview - Ludlow - Mahomet - Ogden - Pesotum - Philo - Rantoul - Royal | - Sadorus - Savoy - Sidney - St. Joseph - Thomasboro - Tolono - Urbana - Lake of the Woods |